# Callisto (Beamish)
Callisto is een fluitconcert van Sally Beamish dat ze voltooide in 2005.
De inspiratie voor dit werk vond ze in Ted Hughes vertaling van Metamorfosen van Ovidius. De fluitist, die Callisto muzikaal uitbeeldt, wordt in drie delen tegenover haar vijanden en zoon gezet:
1. Callisto en Diana (Diana wordt weergegeven door koperblazers)
2. Callisto en Juno
3. Callisto en Arcas (Arcas wordt weergegeven door de cello).

De partij voor de solist is technisch niet al te moeilijk. De moeilijkheid ligt hier niet in de virtuositeit van de fluitist maar in zijn/haar embouchure. Gedurende het werk moet de solist wisselen tussen piccolo, dwarsfluit, altfluit en basfluit. Alle vier de muziekinstrumenten hebben een andere manier van bespelen. Ook moet de solist de ademsteun laten variëren. De componiste karakteriseerde het werk als een instrumentale mini-opera, die besluit met een dans van Callisto rond de Poolster in de Kleine Beer.
Beamish schreef het werk op verzoek van het Royal Scottish National Orchestra (Beamish woont in Schotland). Deze gaf dan ook de première met als solist Sharon Bezaly en dirigent Martyn Brabbins op 27 oktober 2005. De keus voor Bezaly gaf indirect ook gelegenheid tot een cd-opname. Ze is de vrouw van Robert von Bähr, baas van Bis Records. De combinatie is echter toevallig omdat Bis Records al vanaf 1999 bezig is/was het repertoire van Beamish uit te brengen.
Orkestratie:
- solo fluit
- 2 dwarsfluiten (II ook piccolo, 2 hobo’s (II ook althobo), 2 klarinetten (II ook basklarinet), 2 fagotten (II ook contrafagot)
- 4 hoorns, 3 trompetten, 3 trombones, 1 tuba
- pauken, percussie, harp
- violen, altviolen, celli, contrabassen